# 島津幸男
島津 幸男（しまづ ゆきお、1945年（昭和20年）12月18日 - ）は、日本の政治家。周南市議会議員（3期）。元周南市長（1期）。

## 経歴
- 徳山市立櫛浜小学校から徳山市立太華中学校に進む
- 1969年 東京大学法学部卒業
- 1969年 日本電信電話公社入社
- 1973年 ロンドン大学入学
  - NTT広報担当部長、人事担当部長、下関支店長、千代田支店長を経て退職、キョクイチ社長に転進。
- 1998年2月 ヤハギ（旧矢作製鉄、東証1部）副会長。
- 1998年8月　ヤハギを解任。
- 1999年9月　インターネット総合研究所常勤監査役に就任。
- 1999年9月 インターネット総合研究所常勤監査役に就任。
- 2000年2月　商法特別背任容疑で、書類送検。
- 2003年 山口県周南市長選挙で落選（旧徳山市長河村和登に敗れる）。
- 2007年 山口県周南市長選挙で当選（前県議木村健一郎を破る）。
- 2011年4月 山口県周南市長選挙で落選（元県議木村健一郎に敗れる）。
- 2012年5月 周南市議会議員選挙（定数30）に無所属で立候補し、候補者40名中第1位で当選。
- 2015年4月 山口県周南市長選挙で落選（当時現職の木村健一郎に敗れる）。
- 2020年6月 周南市議会議員選挙（定数30）に無所属で立候補し、候補者33名中第4位で当選。

## その他の役職
- 株式会社ビーユー代表取締役
- BCJA（英国文化振興会日本委員会）理事
- 一般財団法人日中韓国国際貿易促進協会会長
- 東京杉並文化村代表幹事
- 東京大学五月祭弁論大会審査員
- 撫育塾主宰